# Леонел Фернандес
Леонел Фернандес (на испански: Leonel Fernández) е доминикански политик. Той е президент на Доминиканската република в продължение на три мандата, от 1996 до 2012 година. Негова политическа партия е Доминиканската партия на освобождението.